# Feininger Trio
Das Feininger Trio ist ein 2005 gegründetes Klaviertrio aus Berlin.  Das Ensemble besteht aus Adrian Oetiker (Klavier), Christoph Streuli (Violine) und David Riniker (Violoncello).

## Geschichte und Konzerttätigkeit
Die drei Schweizer Musiker Adrian Oetiker (Klavier), Christoph Streuli (Violine) und David Riniker (Violoncello) kennen sich bereits aus ihrer Studienzeit. Nach dem Studium sammelte jeder für sich vielfältige kammermusikalische Erfahrungen mit unterschiedlichen Musikern. 2005 gründeten sie das Feininger Trio. Der Name des Trios bezieht sich auf den Maler, Grafiker und Mitbegründer des Bauhauses Lyonel Feininger, dessen Berliner Atelier sich in der Nähe des Probenortes des Trios in Berlin-Zehlendorf befand.
Das Trio konzertiert unter anderem in Konzertsälen in Berlin, Hamburg, Salzburg, München, Valencia (Spanien) und ist regelmäßiger Gast bei den Osterfestspielen der Berliner Philharmoniker in Baden-Baden und bei den Festspielen in Zürich. 2019 gaben sie außerdem ihr Debüt beim Festival Prager Frühling.

## Kurzbiografien der Musiker
Adrian Oetiker (Klavier)  studierte in der Meisterklasse von Homero Francesch am Konservatorium Zürich und bei Bella Davidovich an der Juilliard School in New York. Auch Lazar Berman zählte zu seinen Lehrern. 1995 gewann er den internationalen Klavierwettbewerb der ARD in München. Er konzertierte in Europa, Amerika und Australien unter anderem mit dem Tonhalle-Orchester Zürich, dem Symphonieorchester des Bayerischen Rundfunks und dem Irish National Symphony Orchestra. Seit 1996 ist er Professor für Klavier an der Hochschule für Musik Basel und seit 2011 außerdem an der Hochschule für Musik und Theater in München.
Christoph Streuli (Violine) ist seit 1997 Mitglied der Berliner Philharmoniker. Er studierte bei Rudolf Bamert an der Musikhochschule in Winterthur, in der Meisterklasse von Aida Stucki und in Amsterdam am Sweelinck Konservatorium bei Herman Krebbers. Zu seinen Kammermusikpartnern gehören u. a. Guy Braunstein, Ulrich Knörzer, Amihai Grosz und Bishara Harouni. Außerdem trat er in Kammermusikkonzerten mit Yuja Wang, Unsook Kim, Leonidas Kavakos, Nicolas Altstaedt und Julia Fischer auf.
David Riniker (Violoncello) ist seit 1995 Mitglied der Berliner Philharmoniker. Er studierte bei Jean Paul Guéneux und später in der Konzertklasse von António Menèses in Basel. Weitere Lehrer waren Arto Noras, Boris Pergamenschikow, Wolfgang Boettcher und David Geringas. Er ist außerdem Mitglied der 12 Cellisten der Berliner Philharmoniker.

## Diskographie
- Debussy / Ravel: Piano Trios (2017). Feininger Trio. Avi Music Köln
- Suk / Dvořák / Smetana: Piano Trios (2013). Feininger Trio. Avi Music Köln.[10]